# Wudi (Binzhou)
Der Kreis Wudi (chinesisch 无棣县, Pinyin Wúdì Xiàn) ist ein Kreis in der chinesischen Provinz Shandong. Er gehört zum Verwaltungsgebiet der bezirksfreien Stadt Binzhou. Er hat eine Fläche von 1.984 km² und zählt 418.687 Einwohner (Stand: Zensus 2010). Sein Hauptort ist die Großgemeinde Wudi (无棣镇).

## Administrative Gliederung
Auf Gemeindeebene setzt sich der Kreis aus sechs Großgemeinden und fünf Gemeinden zusammen. 